# Aljechin-Gedächtnisturnier 1971
Das Aljechin-Gedächtnisturnier 1971 – ein Schachturnier – fand vom 24. November 1971 bis zum 18. Dezember 1971 in Moskau statt. Es war dem früheren Schachweltmeister Alexander Aljechin gewidmet.
Für den 20-jährigen Anatoli Karpow, den Jugendweltmeister von 1969, war der Triumph beim Aljechin-Gedächtnisturnier der erste Sieg in einem großen internationalen Turnier. Er blieb ohne Niederlage und ließ sogar den amtierenden Weltmeister Boris Spasski deutlich zurück. Für diesen war es die letzte Turnierteilnahme vor seinem Titelkampf 1972 gegen Bobby Fischer. Weitere (frühere) Weltmeister im Teilnehmerfeld: Wassili Smyslow, Tigran Petrosjan und Michail Tal. Danach war bei Karpow eine Leistungsexplosion zu beobachten: Knapp zwei Jahre später verfügte er bereits über eine Elo-Zahl von 2630 und nochmals zwei Jahre später trat er die Nachfolge von Bobby Fischer als Weltmeister an.

## Abschlusstabelle
|     | Name               | Elo  | 1 | 2 | 3 | 4 | 5 | 6 | 7 | 8 | 9 | 10 | 11 | 12 | 13 | 14 | 15 | 16 | 17 | 18 |      |
| --- | ------------------ | ---- | - | - | - | - | - | - | - | - | - | -- | -- | -- | -- | -- | -- | -- | -- | -- | ---- |
| 1.  | Anatoli Karpow     | 2540 | * | ½ | ½ | ½ | ½ | ½ | ½ | ½ | 1 | 1  | 1  | ½  | ½  | 1  | ½  | ½  | ½  | 1  | 11.0 |
| 2.  | Leonid Stein       | 2605 | ½ | * | ½ | ½ | ½ | ½ | ½ | ½ | ½ | 1  | ½  | ½  | 1  | ½  | 1  | ½  | 1  | 1  | 11.0 |
| 3.  | Wassili Smyslow    | 2620 | ½ | ½ | * | ½ | 1 | ½ | ½ | ½ | ½ | ½  | ½  | 1  | ½  | ½  | 1  | ½  | 1  | ½  | 10.5 |
| 4.  | Wolodymyr Tukmakow | 2565 | ½ | ½ | ½ | * | ½ | ½ | ½ | ½ | ½ | ½  | 1  | ½  | ½  | ½  | ½  | 1  | 1  | ½  | 10.0 |
| 5.  | Tigran Petrosjan   | 2640 | ½ | ½ | 0 | ½ | * | ½ | 1 | ½ | ½ | ½  | 1  | ½  | ½  | ½  | ½  | 1  | 1  | ½  | 10.0 |
| 6.  | Michail Tal        | 2620 | ½ | ½ | ½ | ½ | ½ | * | ½ | 1 | ½ | ½  | 0  | 0  | ½  | ½  | 1  | ½  | 1  | 1  | 9.5  |
| 7.  | Boris Spasski      | 2690 | ½ | ½ | ½ | ½ | 0 | ½ | * | ½ | ½ | ½  | 0  | 1  | 1  | 1  | ½  | ½  | ½  | 1  | 9.5  |
| 8.  | Robert Byrne       | 2510 | ½ | ½ | ½ | ½ | ½ | 0 | ½ | * | 1 | ½  | 0  | ½  | ½  | 1  | ½  | 1  | ½  | ½  | 9.0  |
| 9.  | Vlastimil Hort     | 2605 | 0 | ½ | ½ | ½ | ½ | ½ | ½ | 0 | * | ½  | 1  | 1  | ½  | ½  | ½  | ½  | ½  | 1  | 9.0  |
| 10. | David Bronstein    | 2590 | 0 | 0 | ½ | ½ | ½ | ½ | ½ | ½ | ½ | *  | 0  | ½  | ½  | ½  | 1  | 1  | 1  | 1  | 9.0  |
| 11. | Viktor Kortschnoi  | 2670 | 0 | ½ | ½ | 0 | 0 | 1 | 1 | 1 | 0 | 1  | *  | ½  | 1  | 0  | 0  | 1  | ½  | ½  | 8.5  |
| 12. | Friðrik Ólafsson   | 2570 | ½ | ½ | 0 | ½ | ½ | 1 | 0 | ½ | 0 | ½  | ½  | *  | 0  | 1  | ½  | 0  | ½  | 1  | 7.5  |
| 13. | Florin Gheorghiu   | 2530 | ½ | 0 | ½ | ½ | ½ | ½ | 0 | ½ | ½ | ½  | 0  | 1  | *  | ½  | ½  | ½  | ½  | ½  | 7.5  |
| 14. | Wolodymyr Sawon    | 2570 | 0 | ½ | ½ | ½ | ½ | ½ | 0 | 0 | ½ | ½  | 1  | 0  | ½  | *  | ½  | ½  | ½  | 1  | 7.5  |
| 15. | Wolfgang Uhlmann   | 2570 | ½ | 0 | 0 | ½ | ½ | 0 | ½ | ½ | ½ | 0  | 1  | ½  | ½  | ½  | *  | 0  | ½  | ½  | 6.5  |
| 16. | Juri Balaschow     | 2570 | ½ | ½ | ½ | 0 | 0 | ½ | ½ | 0 | ½ | 0  | 0  | 1  | ½  | ½  | 1  | *  | 0  | ½  | 6.5  |
| 17. | Bruno Parma        | 2530 | ½ | 0 | 0 | 0 | 0 | 0 | ½ | ½ | ½ | 0  | ½  | ½  | ½  | ½  | ½  | 1  | *  | ½  | 6.0  |
| 18. | Levente Lengyel    | 2485 | 0 | 0 | ½ | ½ | ½ | 0 | 0 | ½ | 0 | 0  | ½  | 0  | ½  | 0  | ½  | ½  | ½  | *  | 4.5  |

## Bedeutende Partien
Im Informator 12 wählte eine Expertenjury vier der Partien unter die besten 10 Partien des 2. Halbjahres 1971:
- 1. Uhlmann – Smyslow, 0:1, Englische Eröffnung
- 3. Petrosjan – Spasski, 1:0, angenommenes Damengambit
- 9. Parma – Balaschow, 1:0, Sizilianisch, Richter-Rauser-Angriff
- 10. Karpow – Hort, 1:0, Sizilianisch, Keres-Angriff.